# Natație la Jocurile Olimpice de vară din 1896
La Jocurile Olimpice de vară din 1896 s-au disputat patru probe de natație, toate pentru bărbați, planificate și organizate de Subcomisia pentru sporturi nautice. Toate probele au avut loc pe 11 aprilie în Golful Zea. Au concurat în total 13 participanți din 4 țări.

## Clasament pe medalii
| Loc   | Țară    | Aur | Argint | Bronz | Total |
| ----- | ------- | --- | ------ | ----- | ----- |
| 1     | Ungaria | 2   | 0      | 0     | 2     |
| 2     | Grecia  | 1   | 3      | 2     | 6     |
| 3     | Austria | 1   | 1      | 0     | 2     |
| Total | Total   | 4   | 4      | 2     | 10    |

## Rezultate
Aceste medalii sunt atribuite retroactiv de către Comitetul Olimpic Internațional; la vremea respectivă, câștigătorii primeau o medalie de argint, iar locurile următoare nu primeau niciun premiu.
| Probă sportivă               | Aur                              | Argint                           | Bronz                              |
| 100 m liber detalii          | Alfréd Hajós · Ungaria (HUN) RO  | Otto Herschmann · Austria (AUT)  | nu a fost acordat                  |
| 500 m liber detalii          | Paul Neumann · Austria (AUT)     | Antonios Pepanos · Grecia (GRE)  | Efstathios Chorafas · Grecia (GRE) |
| 1200 m liber detalii         | Alfréd Hajós · Ungaria (HUN)     | Ioannis Andreou · Grecia (GRE)   | nu a fost acordat                  |
| marinari 100 m liber detalii | Ioannis Malokinis · Grecia (GRE) | Spyridon Chazapis · Grecia (GRE) | Dimitrios Drivas · Grecia (GRE)    |